# Pan-kelticism
Kelticism eller pan-kelticism, rörelse som intresserar sig för keltisk kultur och försöker återuppväcka densamma. Den har ibland varit uttryck för nationalromantik, i synnerhet på Irland och i Skottland, Wales och Bretagne.

## Modern kelticism
Även med de indicier som finns på en sammanhållen keltisk kultur under antiken, så existerar det också en romantiserad modern och totalt ohistorisk kelticism. Den är till stor del baserad på obestyrkta rykten som återges i grekiska eller romerska källor. Kelticismen på 1800-talet i Storbritannien innebar på liknande sätt som Göticismen i Sverige att det uppfinns en keltisk kultur i modern tid.
Bland annat vill man gärna knyta samman kelterna med tidiga kultplatser som Stonehenge i västra England och Carnac i Bretagne trots att arkeologiska bevis visar att det skiljer minst 2000 år mellan att dessa uppfördes och innan vi har någon kultur (Hallstatt) som med säkerhet kan kopplas till antikens kelter. Hallstattkulturen var inte ens spridd till de områden där Carnac och Stonehenge ligger.  
Fortfarande idag tror många att kelterna bara bodde på de brittiska öarna och att kelter talade "keltiska". Mycket av det som i dag förs fram som keltisk druidism är modern fabrikation eller löst baserat på fragmentariska historier. 

## Franskceltisme
I äldre tid hade den franska överklassen ärat sitt germanska, frankiska ursprung, men i och med franska revolutionen blev de aristokratiska och ridderliga frankerna oanvändbara som nationella föregångare. Istället plockade man fram de keltiska gallerna vilka nyligen hade fått sin identitet säkerställd genom att den komparativa lingvistiken skiljde ut dem från latin- och germansktalade folkslag. Bland andra var det Jules Michelet som arbetade med att göra den keltiska beståndsdelen konstitutiv för den franska nationalidentiteten. Gallern Vercingetorix kom i Frankrike att intaga samma ställning som nationalhelgon som Arminius (Hermann) i Tyskland. I oppositionen mot den aristokratiska och aggressiva, ofta rasistiska, antisemitiska tyska (och anglosaxiska) symboliken som kretsade runt arisk/frankisk överhöghet, utvecklades en demokratisk, republikansk och komsopolitisk mytologi om celtisme i Frankrike runt mitten av 1800-talet. 
Gallerna liknade germanerna såtillvida att de skilde sig från romarna: de var frihetsälskande, charmigt oborstade och ohämmade. De var barbarer, men goda barbarer. Europas barbariska ursprung var inte längre källan till skuld och skam utan något ärofullt och ursprungligt. Skillnaden mellan germanska och galliska barbarer kommer bra till uttryck i René Goscinnys och Albert Uderzos Asterix et les gothes (1963). Där framställs goterna som krigiska "barbarer", som perverterade pastischer på de frejdiga gallerna. Goterna skiljer sig från gallerna genom attribut som antingen är preussiska (kålätare med rakade huvuden och pickelhuvor à la Bismarck, "tysk" marschstil) eller nazistiska (svordomar i form av hakkors, röd flagga med svart örn på vit cirkelbotten). I filmen "Asterix och Obelix möter Caesar" från 1999 blir de överkultiverade romarna och gallerna, som bland annat förknippas med irländsk folkmusik (keltisk), vänner - allt i enlighet med den samförståndspolitik som råder i "Det nya Europa".

## Övrig europeisk kelticism
Franco använde det "keltiska" i Spanien som bevismaterial för en predestinerad nationell enhet och storhet. I Italien uppmanade Lega Nords ledare sina anhängare att bada i Po och uppmana dem att dricka vattnet för att få del av dess manbarhetskraft i en aggression riktad mot södra Italiens depraverade "romare". Partiet har gröna, "keltiska" emblem. Deras eftersträvade Padanien ligger i det forna Cisalpina Gallia. 
Samma tendenser kan man se norr om Alperna, i Österrike, där ett slags kelticism har ersatt germanism. I Österrike ligger också den heliga fyndorten Hallstatt.